# Illice bonitensis
Illice bonitensis là một loài bướm đêm thuộc phân họ Arctiinae, họ Erebidae.